# Leselidze
Leselidze (georgiska: ლესელიძე), alternativt Gjetjrypsj (abchaziska: Гьечрыԥшь) eller Gatjrypsj (Гьачрыԥшь), är en daba (stadsliknande ort) i Gagradistriktet i den autonoma republiken Abchazien i nordvästra Georgien. Orten gick tidigare under namnet Jermolovka.
Leselidze ligger vid Svarta havskusten, cirka 14 kilometer från Gagra. Staden är även en station längs den abchaziska järnvägen.